# Kirche Baruth

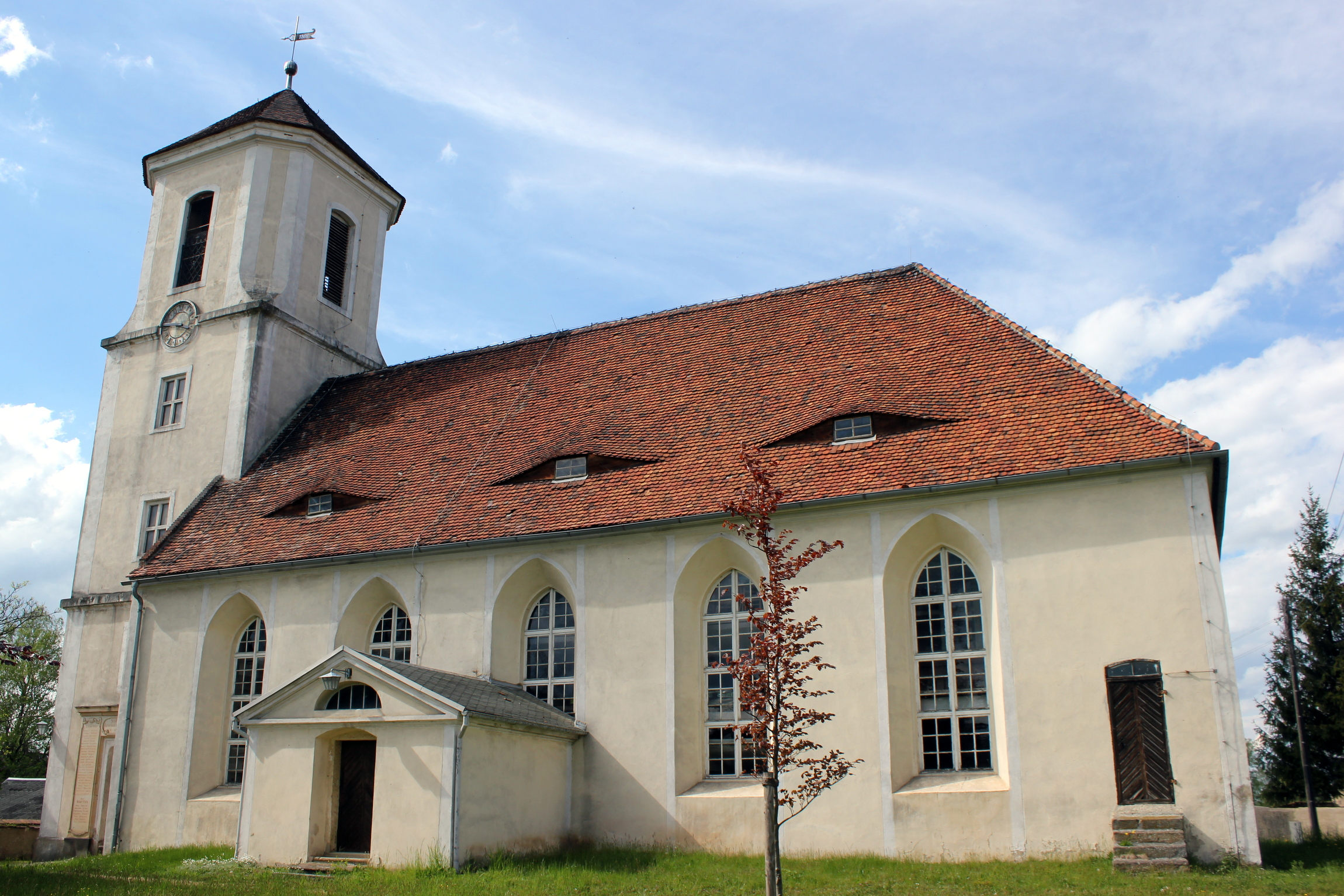
Kirche Baruth (2015)

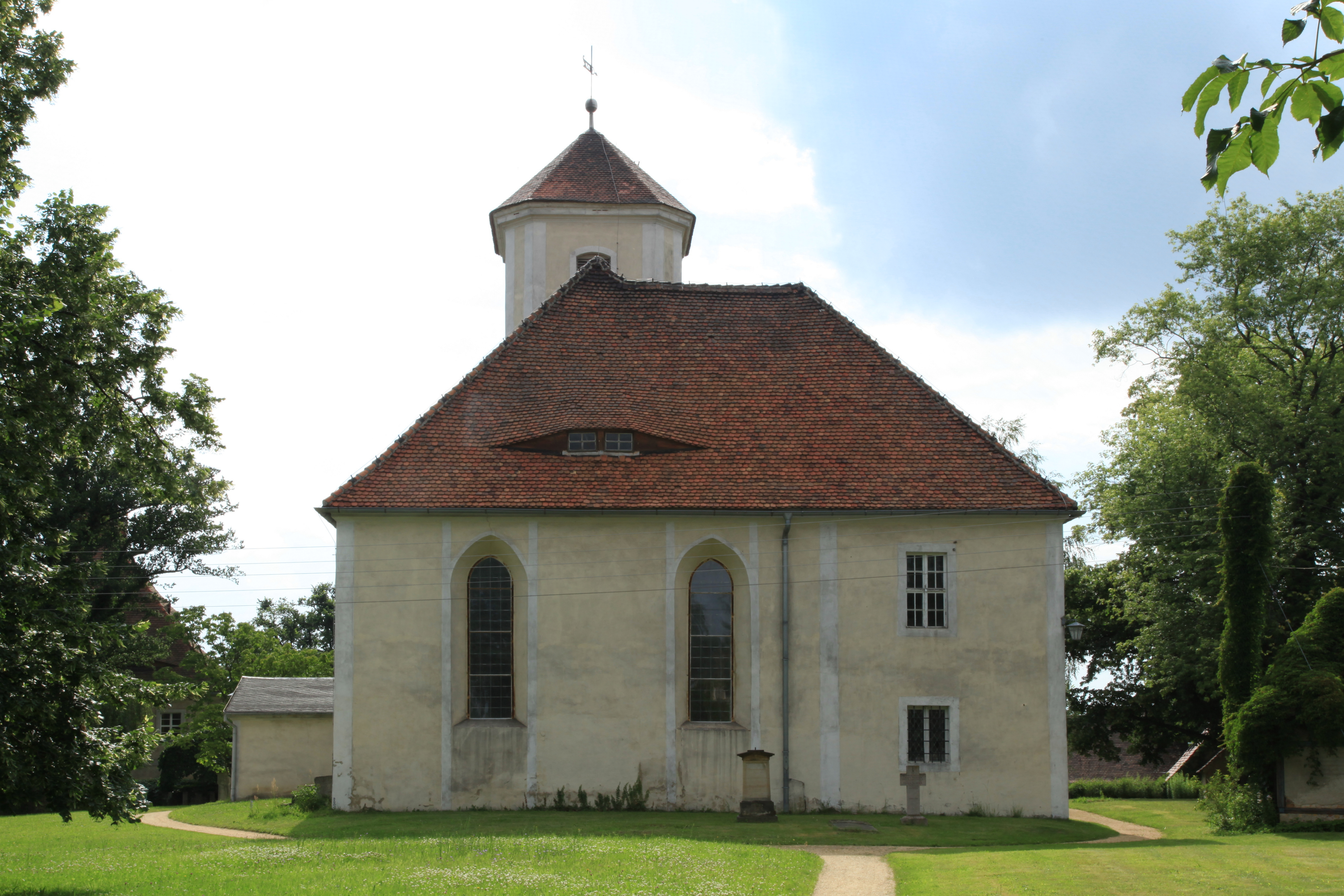
Ostschluss der Kirche (2012)

Die Kirche Baruth (obersorbisch Bartska cyrkej) ist das Kirchengebäude im Ortsteil Baruth der Gemeinde Malschwitz im Landkreis Bautzen in der sächsischen Oberlausitz. Es gehört der Kirchengemeinde Baruth des evangelisch-lutherischen Kirchspiels Gröditz im Kirchenbezirk Bautzen-Kamenz, der zur Evangelisch-Lutherischen Landeskirche Sachsens gehört. Die Kirche steht aufgrund ihrer bau- und ortsgeschichtlichen Bedeutung unter Denkmalschutz.

## Geschichte und Architektur
Die Baruther Kirche wurde in den Jahren 1704 und 1705 unter Einbeziehung der Reste eines Vorgängerbaus errichtet. Der Anbau des Westturms erfolgte 1768. Am 21. Mai 1813 brannte die Kirche bei Kampfhandlungen während der Befreiungskriege vollständig nieder. Nach dem Wiederaufbau wurde sie am ersten Adventssonntag 1819 neu geweiht, bereits 1815 wurden die Glocken im neu gebauten Turm aufgehängt. Die Ausmalung des Innenraumes wurde 1899 erneuert. Die Kirchenglocken mussten während des Ersten Weltkrieges zu Rüstungszwecken abgegeben werden. 1958 wurde das Innere der Kirche ein weiteres Mal saniert, 1970 wurde der Außenputz erneuert. Im Frühjahr 2020 erhielt die Kirche ein neues Geläut.

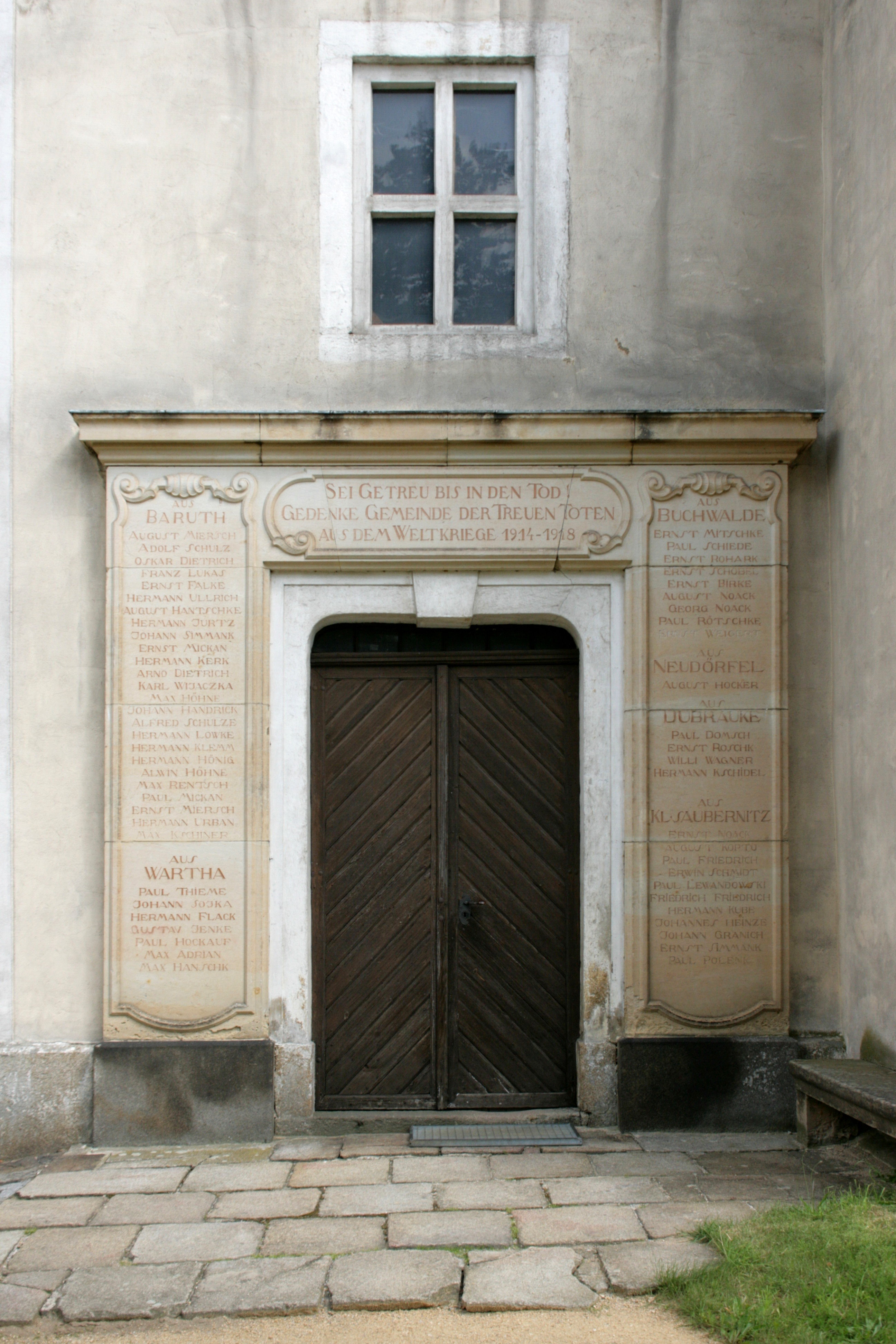
Eingangsportal in der Nordwand des Turms (2010)

Die Kirche ist ein großer verputzter Saalbau. Das Langhaus ist lang und relativ breit; es ist mit einem mit Fledermausgauben bestückten Walmdach überzogen. An den Längsseiten befinden sich große Spitzbogenfenster. An der Südwand ist eine Vorhalle mit flachem Satteldach angebaut. In der Ostwand befinden sich zwei ebenfalls spitzbogige Fenster. Die nordöstliche Gebäudeecke bildet ein zweigeschossiger Logenanbau mit Rechteckfenstern und gleicher Trauf- und annähernd gleicher Firsthöhe wie der Rest des Langhauses. Der leicht eingezogene quadratische Westturm hat fünf Geschosse, die Ecken des Glockengeschosses sind abgeschrägt. Abgeschlossen wird der Turm durch ein Zeltdach mit Turmkugel und Wetterfahne. In der Nordwand des Turms befindet sich ein rechteckiges Zweiflügelportal, das von einem Denkmal für die gefallenen Soldaten der Kirchengemeinde Baruth während des Ersten Weltkrieges gerahmt wird.
Der helle Innenraum der Kirche ist im Stil des Klassizismus gehalten und hat eine flache Putzdecke. An der Nord- und Südwand stehen zweigeschossige Emporen aus Holz, im Westen eine leicht vorschwingende Orgelempore. An der Nord- und Südseite des Altarraums befinden sich die Patronatslogen.

## Ausstattung

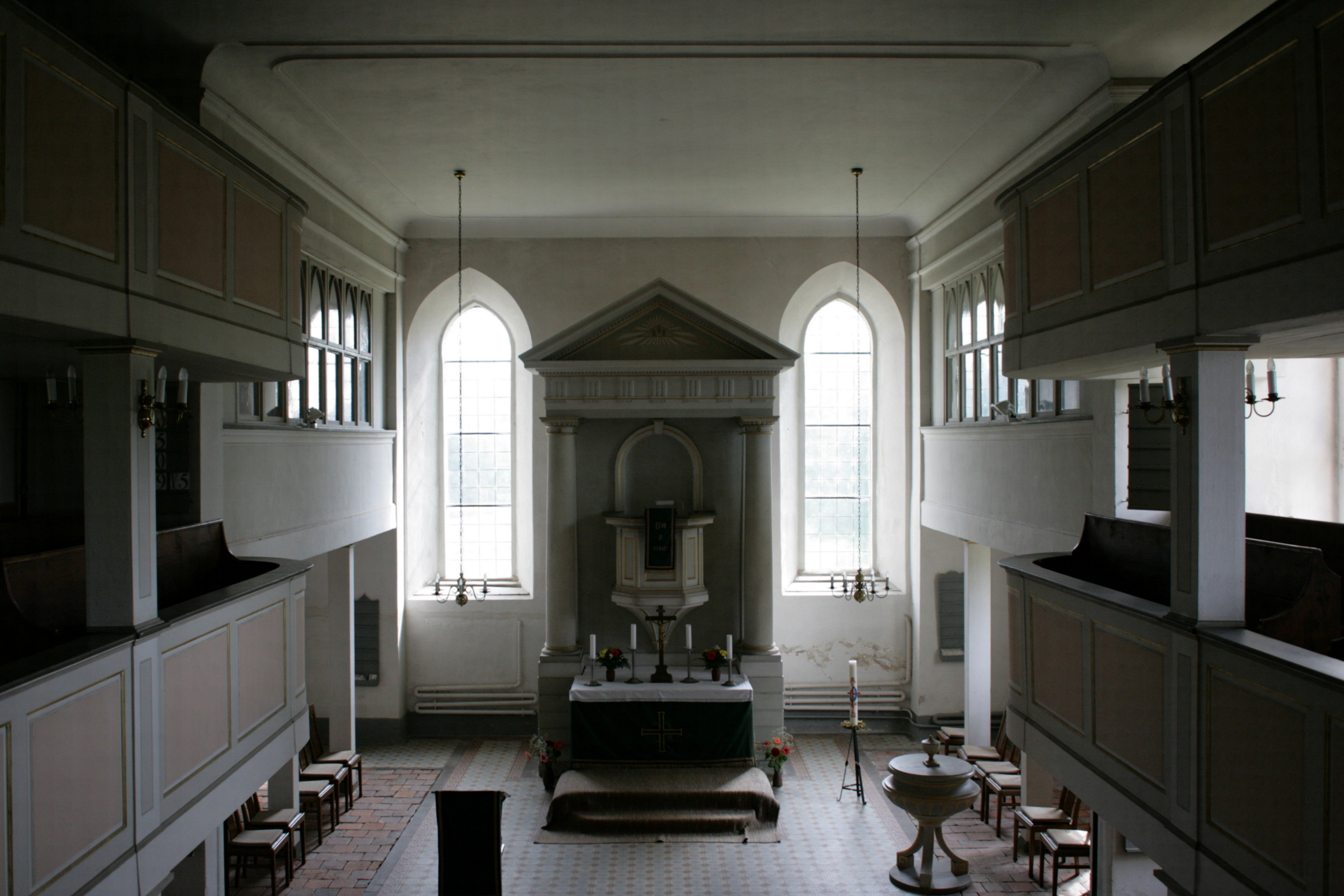
Blick zum Altarraum (2010)

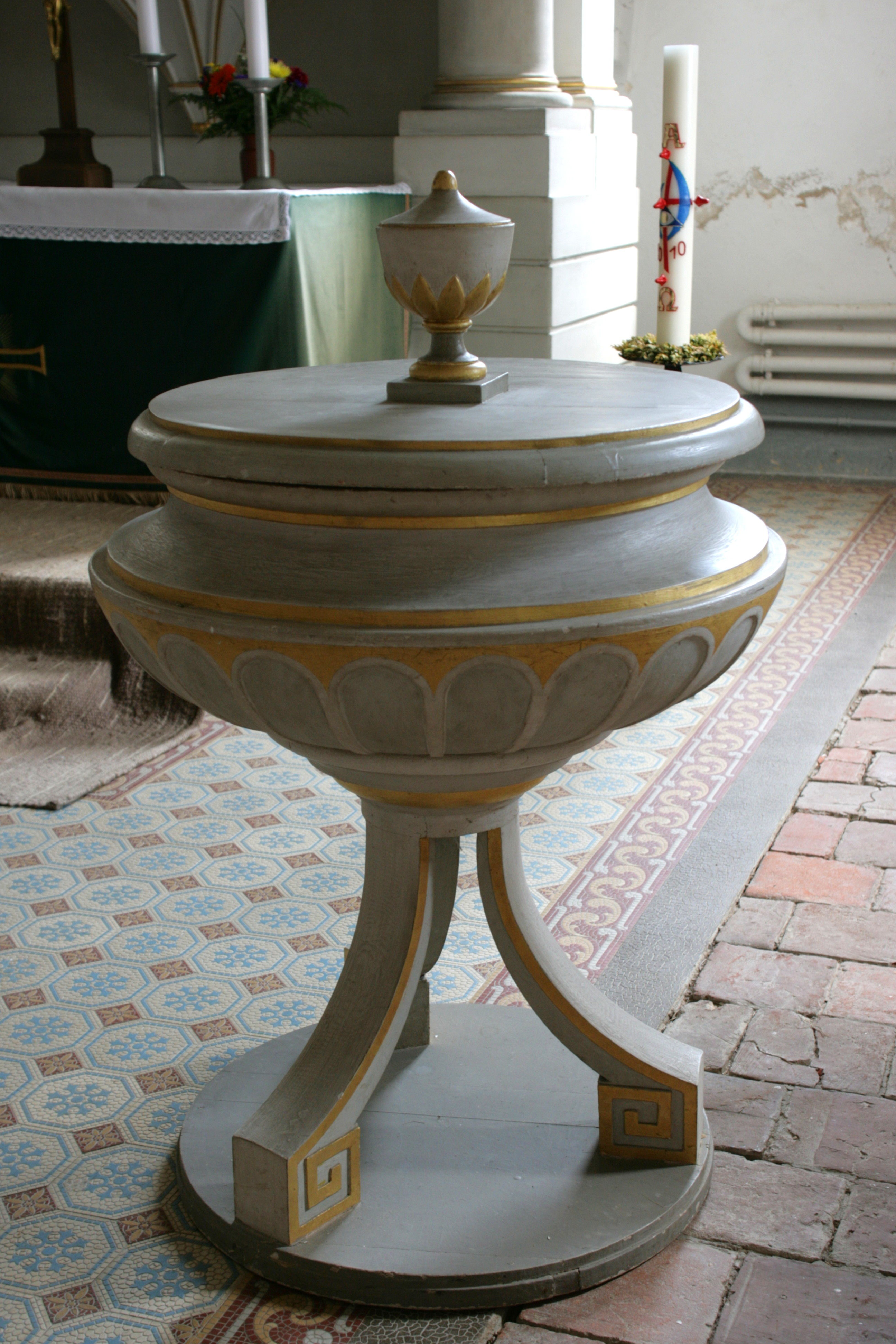
Taufbecken (2010)

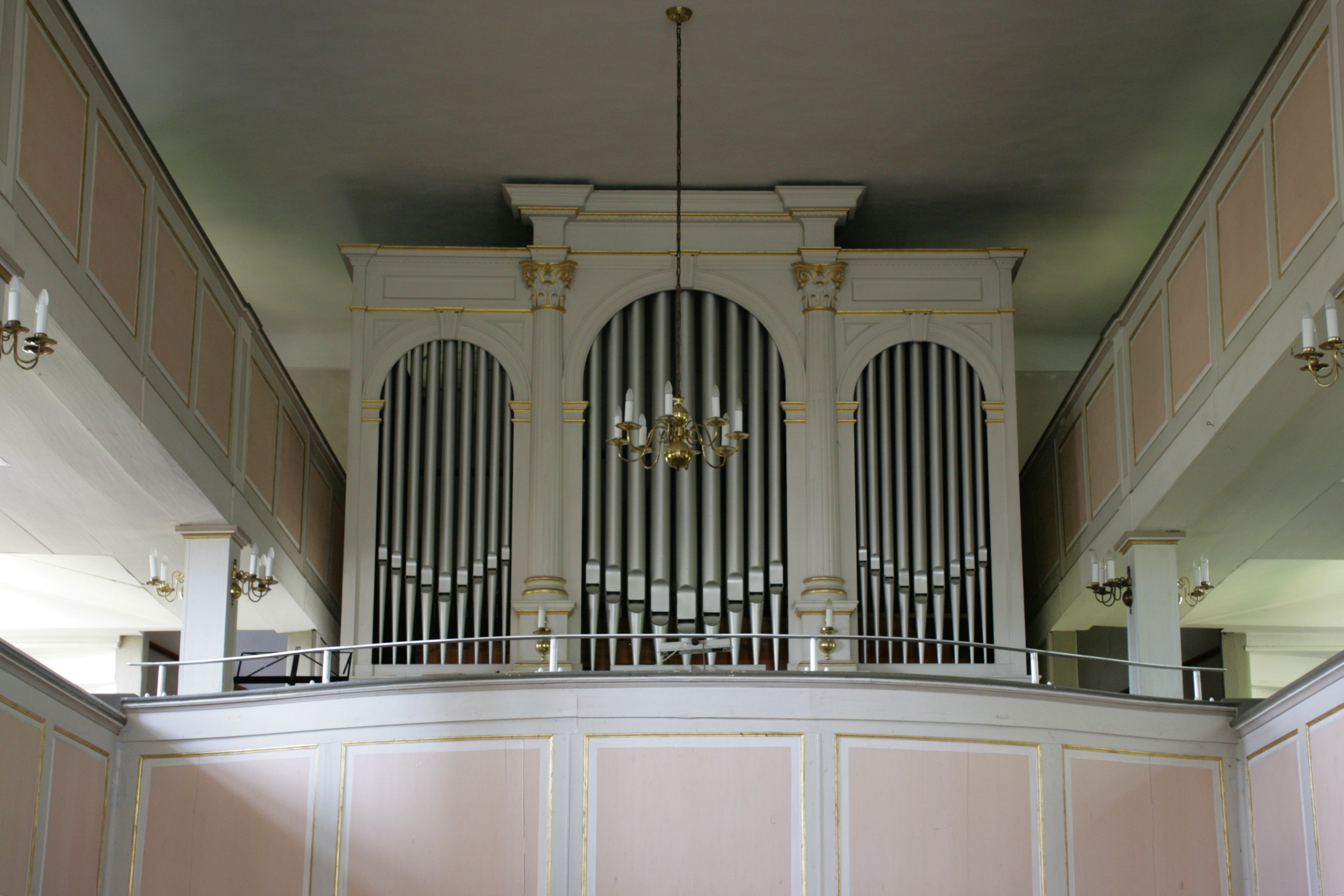
Die 1875 erbaute Eule-Orgel (2010)

Zur Ausstattung der Baruther Kirche gehört ein Kanzelaltar mit toskanischen Sandsteinsäulen, Triglyphenfries und einem Dreiecksgiebel aus dem Jahr 1819. Das hölzerne Taufbecken im Empirestil ist weiß-gold gefasst und stammt ebenfalls aus der Zeit des Wiederaufbaus der Kirche. Die Orgel mit 19 Registern auf zwei Manualen und Pedal wurde 1875 von der Firma Hermann Eule Orgelbau aus Bautzen gebaut. In der als Winterkirche genutzten Nordloge befindet sich eine kleinere Orgel der Firma Eule aus dem Jahr 1965 mit vier Registern auf einem Manual und dem Gehäuse der in den 1860er Jahren geschaffenen Orgel aus der ehemaligen Schlosskapelle.
In der südlichen Vorhalle befinden sich mehrere Epitaphe aus Sandstein, darunter ein Denkmal für Rudolf von Gersdorff († 1597) als betender Mann in Rüstung, für Christoph Volckmar von Gersdorff († 1658) mit Rüstung, für Christoph Adolf von Gersdorff († 1629) als betendes Kind mit langem Mantel mit einer darüber liegenden rundbogigen Schrifttafel und für Maria Elisabeth von Gersdorff († 1628) als betende Frau mit langem weißem Mantel. In der Turmhalle befindet sich ein weiteres Epitaph für den ehemaligen Pfarrer Mattheus Büttner († 1678).

## Kirchengemeinde
Um 1500 gehörte Baruth als Pfarrkirche zur Propstei Bautzen im Archidiakonat Oberlausitz. Die Reformation wurde 1537 eingeführt. Neben Baruth gehörten damals noch die Dörfer Buchwalde, Dubrauke, Kleinsaubernitz, Leipgen, Neudörfel, Oberölsa, Praschwitz, Wartha und Weigersdorf zur Kirchengemeinde. Spätestens 1829 wurden die Dörfer Leipgen und Oberölsa nach Förstgen und Weigersdorf nach Groß Radisch umgepfarrt, da diese drei Dörfer seit der auf dem Wiener Kongress beschlossenen Teilung des Königreiches Sachsen zu Preußen gehörten.
Baruth war bis ins 20. Jahrhundert eine sorbischsprachige Kirchengemeinde. Laut der Statistik über die Sorben in der Lausitz von Arnošt Muka aus dem Jahr 1884 hatte die Kirchengemeinde damals 1595 Einwohner, davon waren 1416 Sorben und 179 Deutsche, von denen wiederum 106 die sorbische Sprache beherrschten. Der sorbischsprachige Bevölkerungsanteil lag demnach bei 95,4 Prozent. Zu dieser Zeit fanden schon zu Beginn des 19. Jahrhunderts jeden Sonntag sowohl deutsch- als auch sorbischsprachige Gottesdienste statt. Dabei war die sorbische Messe stets zuerst, deutschsprachige Beichten gab es nur neunmal im Jahr zu wichtigen Feiertagen. Der letzte sorbische Pfarrer Gerhard Renč ging 1966 in den Ruhestand, hielt aber noch bis 1975 ab und zu sorbischsprachige Gottesdienste. In den Jahren 1962 und 1997 fand der Sorbische Evangelische Kirchentag in Baruth statt.